# Эсхрофемизм
Эсхрофеми́зм (др.-греч. αἰσχρός — скверный, и φήμη — молва, сказание) — филологический феномен снижения языка и последовательного вывода смысла из предмета разговора, характерный преимущественно для носителей русского языка .

## Происхождение термина
Термин эсхрофемизм был введен Гасаном Гусейновым и является фигурой речи, обратной эвфемизму. Феномен возник в связи со спецификой политического строя и цензуры в СССР. Тщательный подбор слов и намеренное вычитывание подтекста в устных и печатных текстах были вызваны тем, что некорректная формулировка могла привести к ограничению или недопущению распространения идей и сведений, которые могли показаться вредными, нежелательными или аморальными. Известны случаи, когда двусмысленность высказываний приводила к доносу и последующему наказанию. Возникновение эсхрофемизма также может быть спровоцировано суеверием и верой в материализацию слов (например, страх сказать «последний»).
Эсхрофемизм является результатом слияния двух филологических приёмов. Первый приём — это намеренное вычитывание подтекста в любом словесном сообщении. Второй прием — обращение к низкому, или «неподцензурному», стилю речи (эсхрология).
Г. Гусейнов, «Заметки к антропологии русского Интернета: особенности языка и литературы сетевых людей»:

 Одно из специфических свойств современных носителей русского языка, людей, говорящих по-русски, это склонность к эсхрофемизмам или суеверный страх перед эсхрофемизмами. Сигнал, заставляющий за невинным словом слышать грубое, ругательное, матерное слово. Почему больше не говорят «я кончил школу»? Нет, «окончил школу», «закончил школу», да потому что этот глагол имеет, оказывается, непристойный подтекст, и вот как бы чего не подумали. Вот это и есть проявление эсхрофемизма. Боятся сказать «последний» или «крайний». Эсхрофемизм — это изнанка эвфемизма. Сначала вместо запретного слова появится «блин», а потом придётся запрещать глагол «блеять». 

## Примеры употребления
1. «Что такое секс по-коммунистически? — Введение [нового] члена в Политбюро»;
2. «Закончил» или «окончил» школу вместо «кончил»;
3. Многие недетские загадки и сальные анекдоты основаны на эсхрофемизмах. «То холодный — то горячий, то висячий — то стоячий» (душ); «Туда — сюда — обратно, тебе и мне приятно» (качели); «Что ты смотришь на меня? Раздевайся, я твоя!» (кровать).
4. В английском языке всё чаще используется rooster («петух») вместо cock, а также всё реже используются слова gay и queer в первоначальных значениях («весёлый» и «странный» соответственно).